# Pstree

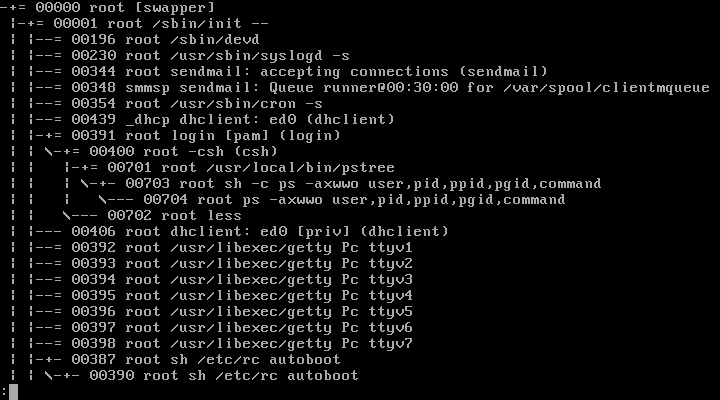
FreeBSD에서의 pstree 출력.

pstree는 실행 중인 프로세스를 트리형태로 보여주는 유닉스 명령어이다. 이 명령은 ps 명령어보다 더욱 시각적으로 보기 좋다. 트리의 루트는 init 프로세스가 되거나 사용자가 지정한 프로세스가 된다.

## 예
pstree pid
```
user@host ~$ 
pstree
 
1066

rsyslogd─┬─{in:imjournal}

         └─{rs:main Q:Reg}

```

pstree username
```
user@host ~# 
pstree
 
username

dbus-daemon───{dbus-daemon}

dbus-launch

bash───firefox─┬─6*[{Analysis Helper}]

               ├─{BgHangManager}

               ├─{Cache2 I/O}

               ├─{Compositor}

               ├─{GMPThread}

               ├─{Gecko_IOThread}

               ├─{Hang Monitor}

               ├─{ImageBridgeChil}

               ├─{ImageIO}

               ├─{JS Watchdog}

               ├─{Link Monitor}

               ├─{Socket Thread}

               ├─{SoftwareVsyncTh}

               ├─{StreamTrans #1}

               ├─{Timer}

               └─{gmain}

```

## 같이 보기
- Top (소프트웨어)
- Ps (유닉스)
- Kill (명령어)
- Nice (유닉스)
- Tree (명령어)